# Герб Сак
Герб Сак затверджений 29 квітня 2005 р. рішенням сесії Сакської міської ради.

## Опис герба
Срібне вістря розтинає щит на синє і червоне поля; у срібному полі червоний бронтозавр, над яким три сині 5-променеві зірки, у синьому — срібна чаша, з якої виходять два струмені води, у червоному — срібний жезл, оповитий золотою змією, яка п'є зі срібної чаші; у срібній главі над двома рядами мурованої чорним кладки синій меандр.

## Бронтозавр— символ міста Саки
Візитівкою Сак і навіть його геральдичним символом став бронтозавр, якого місцеві мешканці лагідно називають Бронтя або Бронтик.
Бронтозавр у Саках з'явився на початку 1930-х завдяки євпаторійському скульптору-самоуку, палеонтологу за освітою Сергію Лихошерстову. Він створив скульптурну візитівку Сак: чотирьох представників славетного у допотопні часи сімейства динозаврів. Офіційна назва скульптури: «Боротьба бронтозавра з цератозаврами». На величезного, виконаного скульптором у натуральну величину, двадцятиметрового бронтозавра напали чотириметрові зубасті хижаки — цератозаври. Це перша скульптура у Європі, присвячена динозаврам.
Існує легенда, що на рубежі 1920-30-х років поблизу Миколаївки шторм розмив ділянку берега, й оголив скам'янілі кістки давно вимерлих тварин. Поки на місце знахідки прибули палеонтологи, місцеве населення встигло розтягнути по домівках величезні рештки давніх тварин — як виявилося, мамонтів. Для мешканців селища організували лекцію про важливість збереження таких знахідок для науки. Ця подія, можливо, й спонукала місцеву владу Сак включити до плану монументальної пропаганди пропозицію Лихошерстова щодо допотопних монстрів.
На догоду ідеології, Лихошерстов перед роботою над скульптурною композицією, присвяченою динозаврам створив барельєф на пам'ятнику лейтенанту Шмідту в Севастополі (що зберігся і досі), а також монумент звільненій праці в Саках: молотобоєць кувалдою трощить ланцюги, що опоясали земну кулю (зруйнований нацистами під час окупації).
Матеріал для виготовлення динозаврів Лихошерстов винайшов сам — тирса у суміші з магнезіальним цементом місцевого виробництва — із Сакського хімзаводу. Скульптурну композицію встановили в Курортному парку неподалік санаторію імені Бурденка. У путівнику по Криму, виданому до Другої світової війни написано, що: «В новом пруде за первым санаторием в живописной скульптурной группе представлен бронтозавр с нападающими на него ихтизозаврами. Ихтиозавр — морской ящер». Але це було помилкою автора путівника — звісно, зображені скульптором динозаври-хижаки були мешканцями суходолу, а іхтіозавр — зовнішньо виглядав як велика зубата риба без зябер.
Друга світова завдала значних пошкоджень скульптурі: у хвіст і бік бронтозавра влучили осколки бомби. «Бронтик» перебував у занедбаному стані всі повоєнні роки, поки в 1982 році не провели повну реконструкцію скульптурної композиції. За ініціативи головного лікаря об'єднання санаторно-курортних закладів Пілецького вирішено відновити динозаврів. Роботу доручили майстрам Кримського художнього комбінату: скульптору Ніні Петровій та чеканникам Шевчуку і Черкасову. Динозаврів відтворили у повній відповідності до задуму Лихошерстова, але тепер вже з бетону, з мідним покриттям ззовні.
2005 року міська рада затвердила силует доісторичного гіганта на гербі Сак. Відтоді його статус як міського символу можна вважати офіційним.